# Hipposideros armiger
Hipposideros armiger är en fladdermusart som först beskrevs av Hodgson 1835.  Hipposideros armiger ingår i släktet Hipposideros och familjen rundbladnäsor. IUCN kategoriserar arten globalt som livskraftig. Inga underarter finns listade i Catalogue of Life. Wilson & Reeder (2005) skiljer mellan fyra underarter.
Arten blir 80 till 110 mm lång (huvud och bål), har en 48 till 70 mm lång svans och 82 till 99 mm långa underarmar. De stora öronen är spetsiga på toppen. Hipposideros armiger har flera hudveck (blad) på näsan och det centrala och största bladet liknar en hästsko i utseende. På varje sida av "hästskon" förekommer fyra mindre blad. Hannar har dessutom knölar över och under "hästskon". Pälsen är chokladbrun och öronen samt vingarna har en mörkbrun färg.
Denna fladdermus förekommer i sydöstra Asien från norra Indien, Nepal och södra Kina till Malackahalvöns södra udde. Arten hittas även på Taiwan och Hainan. Den vistas vanligen i bergstrakter mellan 1000 och 2030 meter över havet men den besöker även lägre områden. Habitatet utgörs av bergsskogar och av regioner med ett täcke av bambu.
Hipposideros armiger vilar i grottor och i gömställen som skapades av människor, till exempel tempel eller förvaringsbyggnader. Ibland sover individer ensam men vanligen bildas kolonier som kan ha flera hundra medlemmar. Likaså förekommer blandade flockar med andra fladdermöss. Honor har allmänt en kull per år med två ungar. Arten kan jaga nära marken eller över trädens kronor.